# Gaylord Perry
Gaylord Jackson Perry (* 15. September 1938 in Williamston, North Carolina; † 1. Dezember 2022 in Gaffney, South Carolina) war ein US-amerikanischer Baseballspieler in der Major League Baseball (MLB) auf der Position des Pitchers.
Sein Bruder Jim spielte ebenfalls in der MLB.

## Biografie
Perry begann seine Karriere als professioneller Baseballspieler in den Minor-League-Teams der San Francisco Giants. 1963 konnte er sich einen Platz im Major-League-Team der Giants erkämpfen. Hier stand er lange im Schatten von Juan Marichal. Erst 1966 stand Perry erstmals im Rampenlicht. Bis zum August hatte er eine unglaubliche Bilanz von 20 Siegen bei nur 2 Niederlagen, die sich allerdings bis Saisonende auf 21-8 verschlechterte. Am 17. September 1968 warf er einen No-Hitter gegen die St. Louis Cardinals. Kurioserweise gelang Ray Washburn von den Cardinals dasselbe Kunststück am nächsten Tag. Insgesamt gewann Perry 134 Spiele für die Giants, bevor er 1972 zu den Cleveland Indians wechselte. Dort gewann er in seiner ersten Saison 24 Spiele und auch den Cy Young Award der American League. Mit dem Gewinn des Cy Young Awards der National League 1978 mit den San Diego Padres war Perry der erste, der diese Auszeichnung in beiden Ligen gewinnen konnte.
Am 6. Mai 1982 gewann Perry mit den Seattle Mariners sein 300. Spiel und erreichte damit als 15. Pitcher der Major League diesen Meilenstein, seit Early Wynn 1963 als 14. Spieler diese Marke überschritten hatte. Gemeinsam mit Steve Carlton und Nolan Ryan überflügelte er auch Walter Johnson, der jahrelang die Major League mit 3509 strikeouts angeführt hatte.
Während der Saison 1964 sagte sein Trainer zu Reportern, dass eher ein Mann auf dem Mond landen würde, als das Perry einen Homerun schlägt. Perry schlug seinen ersten Homerun am 20. Juli 1969 etwa 30 Minuten nach dem Neil Armstrong den Mond als erster Mensch betrat.
Trotz seiner angeblichen Vorliebe für nicht erlaubte Würfe wie den Spitball (ironischerweise betitelte er seine Autobiografie mit dem Titel Me and the Spitter) wurde er vor 1983 nie vom Platz gestellt. 1991 wurde Perry in die Baseball Hall of Fame aufgenommen. Seit dem 23. Juli 2005 vergeben die San Francisco Giants seine Trikotnummer 36 nicht mehr. 
Nach seiner Karriere gründete er ein Baseball-Programm am Limestone College in Gaffney, an dem er anfangs als Trainer arbeite. Am 1. Dezember 2022 starb Perry in seinem Haus in Gaffney.